# Armata 1 (1916-1918)
Armata 1 a fost o mare unitate de nivel operativ-strategic care s-a constituit în prima zi de mobilizare, la 27 august 1916, având în compunere Corpul 1 Armată, Divizia 12 Infanterie din Corpul 2 Armată și Divizia 13 Infanterie din Corpul 3 Armată. La intrarea în război, Armata 1 a fost comandată de generalul de divizie Ioan Culcer.Armata 1 a participat la acțiunile militare pe frontul românesc, pe toată perioada războiului, între 27 august 1916 - 11 noiembrie 1918. 

## Ordinea de bătaie la mobilizare

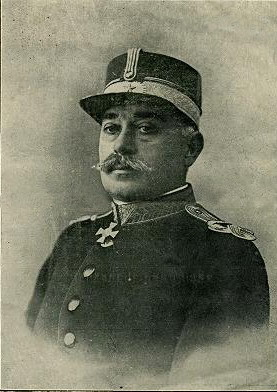
Generalul Ion Dragalina, comandantul Armatei 1

La declararea mobilizării, la 27 august 1916, Armata 1 avea următoarea ordine de bătaie:

Armata 1
- Cartierul General al Armatei 1
- Corpul 1 Armată

- Divizia 1 Infanterie

- Regimentul 1 Vânători
- Brigada 1 Infanterie

- Regimentul 1 Mehedinți No. 17 „Știrbey Vodă”
- Regimentul Gorj No. 18

- Brigada 2 Infanterie

- Regimentul Dolj No. 1
- Regimentul Calafat No. 31

- Brigada 31 Infanterie

- Regimentul 43 Infanterie
- Regimentul 59 Infanterie

- Brigada 1 Artilerie

- Regimentul 1 Artilerie „Regele Carol I”
- Regimentul 5 Artilerie

- Divizia 2 Infanterie

- Regimentul 5 Vânători
- Brigada 3 Infanterie

- Regimentul Vâlcea No. 2
- Regimentul Rovine No. 26

- Brigada 4 Infanterie

- Regimentul Olt No. 3
- Regimentul 2 Romanați No. 19

- Brigada 32 Infanterie

- Regimentul 42 Infanterie
- Regimentul 66 Infanterie

- Brigada 2 Artilerie

- Regimentul 9 Artilerie
- Regimentul 14 Artilerie

- Divizia 11 Infanterie

- Brigada 21 Infanterie

- Regimentul 57 Infanterie
- Regimentul 58 Infanterie

- Brigada 22 Infanterie

- Regimentul 41 Infanterie
- Regimentul 71 Infanterie

- Regimentul 22 Artilerie

- Brigada 1 Călărași
- Serviciile Corpului 1 Armată

- Divizia 12 Infanterie

- Brigada 23 Infanterie

- Regimentul 44 Infanterie
- Regimentul 68 Infanterie

- Brigada 24 Infanterie

- Regimentul 62 Infanterie
- Regimentul 70 Infanterie

- Divizia 13 Infanterie

- Brigada 25 Infanterie

- Regimentul 47 Infanterie
- Regimentul 72 Infanterie

- Brigada 26 Infanterie

- Regimentul 48 Infanterie
- Regimentul 49 Infanterie

- Grupul Olt-Lotru

## Reorganizări pe perioada războiului

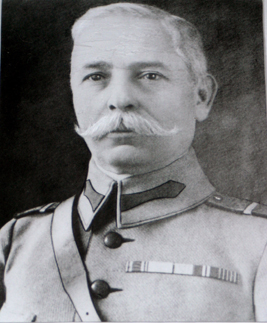
Generalul Constantin Cristescu, comandant Armata 1

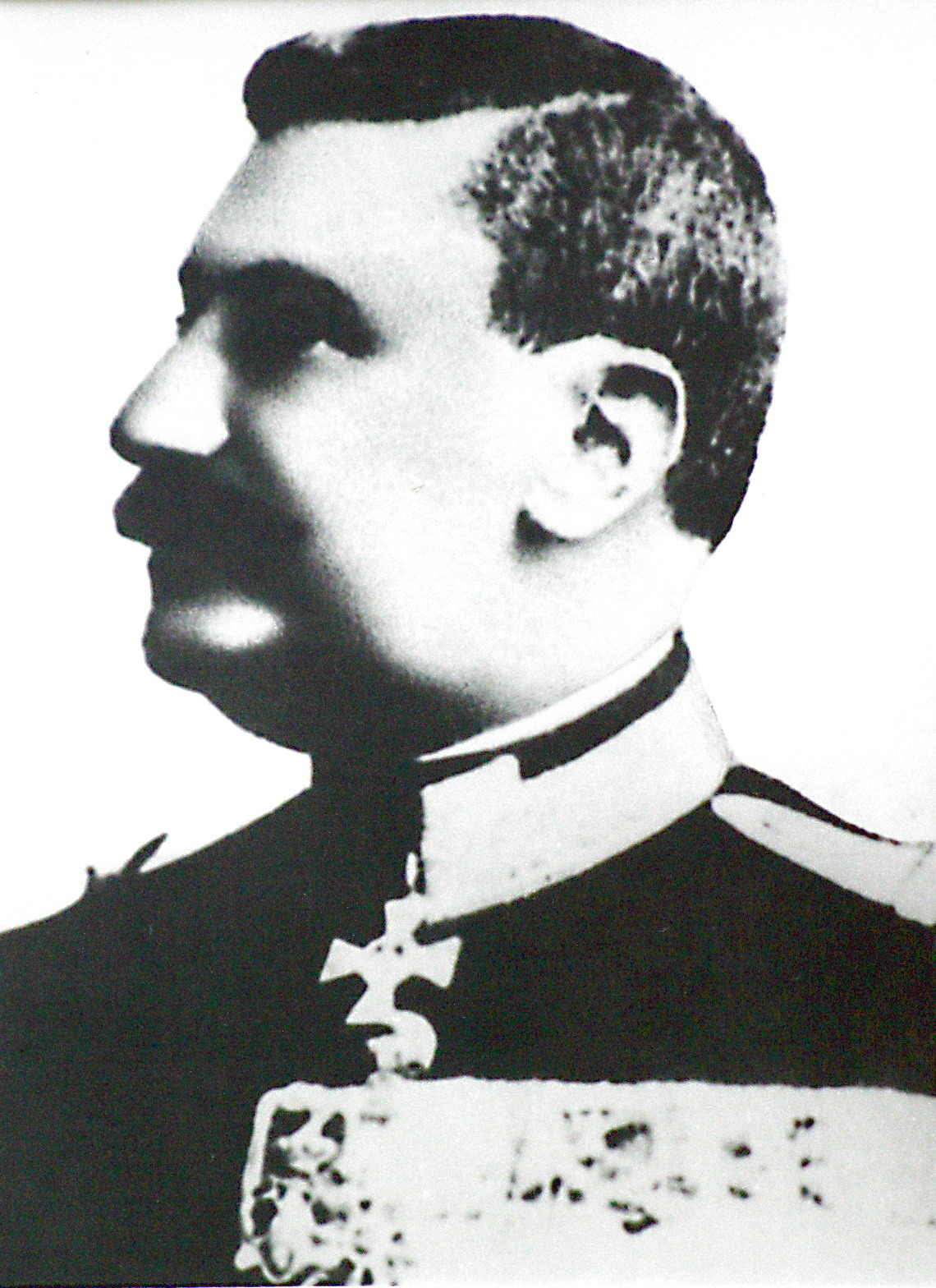
Generalul Eremia Grigorescu, comandant Armata 1

În anul 1917, Armata 1 a fost reorganizată pe trei corpuri de armată (1, 3 și 5) cu un total de 9 divizii. La comanda armatei s-au aflat generalul de divizie Constantin Christescu până la 30 iulie 1917 și generalul de divizie Eremia Grigorescu, după această dată. Ordinea sa de bătaie era următoarea:

Armata 1
- Cartierul General al Armatei 1
- Corpul 1 Armată

- Divizia 2 Infanterie
- Divizia 4 Infanterie
- Divizia 11 Infanterie

- Corpul 3 Armată

- Divizia 5 Infanterie
- Divizia 13 Infanterie
- Divizia 14 Infanterie

- Corpul 5 Armată

- Divizia 9 Infanterie
- Divizia 10 Infanterie
- Divizia 15 Infanterie

- Corpul de Cavalerie

- Divizia 2 Cavalerie
- Brigada 1 Roșiori pe jos
- Brigada 6 Roșiori pe jos

- Rezerva de artilerie

- Regimentul 1 Artilerie Grea
- Regimentul 2 Artilerie Grea
- Regimentul 3 Artilerie Grea

- Grupul 2 Aeronautic - 5 escadrile

## Comandanți
Pe perioada desfășurării Primului Război Mondial, Armata 1 a avut următorii comandanți:
- General de divizie Ioan Culcer - 15 august 1916 - 11 octombrie 1916
- General de brigadă Ioan Dragalina - 11 octombrie 1916 - 12 octombrie 1916
- General de brigadă Nicolae Petala - 13 octombrie 1916 - 21 octombrie 1916
- General de brigadă Paraschiv Vasilescu - 21 octombrie 1916 - 11 noiembrie 1916
- General de brigadă Dumitru Strătilescu - 13 noiembrie 1916 - 19 decembrie 1916
- General de divizie Constantin Christescu - 11 iunie 1917 - 30 iulie 1917
- General de divizie Eremia Grigorescu - 30 iulie 1917 - 1 iulie 1918